# Каслино д'Ерба
Каслино д'Ерба (итал. Caslino d'Erba) је насеље у Италији у округу Комо, региону Ломбардија.
Према процени из 2011. у насељу је живело 1595 становника. Насеље се налази на надморској висини од 422 м.

## Становништво
| 1936. | 1951. | 1961. | 1971. | 1981. | 1991. | 2001. | 2011. |
| ----- | ----- | ----- | ----- | ----- | ----- | ----- | ----- |
| 1.228 | 1.402 | 1.399 | 1.416 | 1.468 | 1.575 | 1.714 | 1.692 |